# 内山悠里菜
内山 悠里菜（うちやま ゆりな、1998年4月28日 - ）は、日本の声優、舞台女優。愛知県出身。24chocolate所属。

## 略歴
声優になろうと思ったきっかけの作品は小学3年生の頃に遊んだ『テイルズ オブ ファンタジア』。この作品で声優という職業の存在を知り、最終的にTVアニメ『カードファイト!!ヴァンカード』の副音声を聞いた時に、声優はキャラクターに声を吹き込むだけではなく、いろいろな楽しみ方ができることに魅力を感じ、声優の夢を追いかけるようになる。
2017年、「スターダストプロモーション声優部2017年冬オーディション」に合格し同事務所に所属。
2018年、スターダストプロモーションとFTL Entertainmentから誕生した7人組のキャラクター＆アイドルユニット「Grand Chariot」にメンバーとして参加。
2019年から活動を開始した声優ユニット「DIALOGUE+」にメンバーとして参加。
2021年より「声優e-Sports部」に3期生として参加。
2022年、体調不良のため静養に専念するとし6月25日より活動を休止。同年10月11日活動を再開する。
2024年3月31日付でデビューより所属していたスターダストプロモーションを退所。フリーランス期間を経て、同年11月11日より24chocolateに所属。

## 人物
自身の性格は「平和主義」だと語っている。
趣味にはゲーム、冒険、物真似、動物と触れ合うこと、入浴剤集め、特技にはハンドボールをそれぞれ挙げている。ちなみに趣味の「冒険」は知らない場所へ行くという意味合いで、迷ったら人に尋ねて知らない土地を歩くのを楽しんでいるとのこと。
『凪のあすから』が大好きで、いつか「P.A.WORKS」のアニメ作品に声優として出ることを目標としている。
好きなゲームは『フォートナイト』『Minecraft』で、普段から一人でじっくりと遊んでいる。
『DIALOGUE+』として音楽ユニット活動を始めた頃は、ワクワクした気持ちよりも不安の方が大きく、自分の歌が嫌いで音楽に前向きではなく苦しい思いをしたこともあったが、2020年1月に開催された「DIALOGUE+JAM」でステージに立ち、バンド陣が全身で音楽を楽しんでいる姿に心を打たれるくらい感銘を受けたことをきっかけに、音楽は楽しいものであることを再確認し、次第に歌や音楽のことを好きになっていった。
ラジオ番組などで時折発する奇声はファンの間では鳴き声と言われている。

## 出演
太字はメインキャラクター。

### テレビアニメ
- 人外さんの嫁（2018年、花見客）
- 八十亀ちゃんかんさつにっき 2さつめ / 3さつめ（2020年 - 2021年、コメダの店員、クラスメイト1） - 2シリーズ
- ひげを剃る。そして女子高生を拾う。（2021年、女子）
- CUE!（2022年、六石陽菜[15]）

### ゲーム
- ルナクロニクルR（2018年）
- CUE!（2019年、六石陽菜[16]）
- ファイトリーグ（2019年、ヴィナス・ラヴィナス[17]）
- おねがい、俺を現実に戻さないで! シンフォニアステージ（2020年、アユカワ ユウ[18]）
- モンスターストライク（2022年、ろくろ首[19]）
- DevilReversi（2024年、ヴリトラ）
- 桜色の夢を見て、僕は君に恋をする（2025年、高井由里）

### 舞台
- Otona Project第十八弾演劇ユニット【爆走おとな小学生】第五回特別授業『あたしをくらえ』team.Bウイルス（ベジタリアン）
- Otona Project第三十弾演劇ユニット【爆速おとな小学生】第十四回全校集会『勇者セイヤンの物語～ノスタラダム男の大予言～』（ダリア）
- 下北沢VR（片瀬さくら）
- 爆走おとな小学生『戦国送球　～バトルガールズ～』(宮野大子)
- LIAR GAME murder mystery『爆発廃工場 〜犯人の挑戦状〜』『首切りホテル 〜最後の夜宴〜』[20]

### 朗読劇
- キミに贈る朗読劇『きれいで かわいい きみがすき』(涼森珊瑚)
- 『プロジェクト・ノエリア』朗読イベント(小宮結花)
- メイホリック『呪い喰らいの魔女』(デリカ)
- りーでぃんぐ☆ぱーてぃVol.6
- りーでぃんぐ☆ぱーてぃVol.7
- キミに贈る朗読会『いつか、眠りにつく日』[21](山本栞)
- メイホリック『白きは沈黙の街で』(ピート)
- メイホリック『美術室に置き去りにされた天使 -再演-』(桃)

### ラジオ
※はインターネット配信。
- CUE!&A（2019年、文化放送・超!A&G+※、A&G TRIBAL RADIO エジソン」内）「Flower」メンバーとして
- A&G NEXT ICON 超!CUE!&A（2019年 - 2022年、超!A&G+※）月曜パーソナリティ[22]
- スタダ声優部ラジオ『内山悠里菜と立沢萌々瑚の「」たる信念ラジオ（2020年-、Youtube※）
- コクドル！「るーとなびけーしょん！」（2022年-、Youtube※、ニコニコ動画コクドル！公式チャンネル※）
- esports land radio（2024年-2025年、Youtube※）第2日曜パーソナリティ
- 脱獄ごっこPRO 公式生放送「だつぷろ！秘密基地」（2024年-2025年、Youtube※）

### オーディオブック
- 屍人荘の殺人（名張純江）

### その他コンテンツ
- キャラクター＆アイドルユニット「Grand Chariot」（2018年、紗星）
- eスポーツ応援プロジェクト 声優e-Sports部（2021年-）
- キャラクタープロジェクト『コクドル！』（2022年、橋本一路晴[23]）
- 「Aimy-アイミー-」ボイチェンコラボ（2025年、ふわふわボイス）

## ディスコグラフィ

### キャラクターソング
| 発売日   | 商品名                                                                    | 歌                                                                                                 | 楽曲 | 備考                                                                  |
| 2019年   | 2019年                                                                    | 2019年                                                                                             | 2019年 | 2019年                                                                |
| -------- | ------------------------------------------------------------------------- | -------------------------------------------------------------------------------------------------- | --- | --------------------------------------------------------------------- |
| 11月27日 | Forever Friends                                                           | AiRBLUE                                                                                            | 「Forever Friends」                                                                                            | ゲーム『CUE!』オープニングテーマ                                      |
| 11月27日 | Forever Friends                                                           | AiRBLUE                                                                                            | 「さよならレディーメイド」                                                                                     | ゲーム『CUE!』関連曲                                                  |
| 11月27日 | Forever Friends                                                           | Flower                                                                                             | 「Forever Friends」                                                                                            | ゲーム『CUE!』関連曲                                                  |
| 2020年   |                                                                           | | |                                                                       |
| 1月22日  | Knocking on My Dream!!                                                    | Flower                                                                                             | 「Knocking on My Dream!!」 「One More Step!」 「our song」                                                     | ゲーム『CUE!』関連曲                                                  |
| 3月25日  | beautiful tomorrow                                                        | AiRBLUE                                                                                            | 「beautiful tomorrow」 「私たちはまだその春を知らない」                                                        | ゲーム『CUE!』関連曲                                                  |
| 3月25日  | beautiful tomorrow                                                        | Flower                                                                                             | 「beautiful tomorrow」                                                                                         | ゲーム『CUE!』関連曲                                                  |
| 8月26日  | Colorful/カレイドスコープ                                                 | AiRBLUE                                                                                            | 「Colorful」 「カレイドスコープ」                                                                              | ゲーム『CUE!』関連曲                                                  |
| 8月26日  | Colorful/カレイドスコープ                                                 | Flower                                                                                             | 「Colorful」                                                                                                   | ゲーム『CUE!』関連曲                                                  |
| 9月16日  | Red or Blue?                                                              | Flower                                                                                             | 「Red or Blue?」 「Field of Flowers」 「CUTE♡CUTE♡CUTE♡」                                                      | ゲーム『CUE!』関連曲                                                  |
| 12月23日 | おねがい、俺を現実に戻さないで！ シンフォニアステージ VOCAL COLLECTION 01 | ファミーリア                                                                                       | 「上空リヴァーバレイション」                                                                                   | ゲーム『おねがい、俺を現実に戻さないで！ シンフォニアステージ』関連曲 |
| 12月23日 | おねがい、俺を現実に戻さないで！ シンフォニアステージ VOCAL COLLECTION 01 | アユカワユウ（内山悠里菜）、リンドリットパフブリンガー（根本京里）、ウルルーオースピア（菅沼千紗） | 「CHANCE!」 | ゲーム『おねがい、俺を現実に戻さないで！ シンフォニアステージ』関連曲 |
| 2021年   |                                                                           | | |                                                                       |
| 1月6日   | 最高の魔法                                                                | AiRBLUE                                                                                            | 「最高の魔法」 「白い沿線」                                                                                    | ゲーム『CUE!』関連曲                                                  |
| 1月6日   | 最高の魔法                                                                | Flower                                                                                             | 「最高の魔法」                                                                                                 | ゲーム『CUE!』関連曲                                                  |
| 4月21日  | Talk about everything                                                     | AiRBLUE                                                                                            | 「CUTE♡CUTE♡CUTE♡」 「ミライキャンバス」 「our song」 「Radio is a Friend!」 「マイサスティナー」 「雫の結晶」 | ゲーム『CUE!』関連曲                                                  |
| 2022年   |                                                                           | | |                                                                       |
| 1月26日  | スタートライン/はじまりの鐘の音が鳴り響く空                               | AiRBLUE                                                                                            | 「スタートライン」                                                                                             | テレビアニメ『CUE!』オープニングテーマ                                |
| 1月26日  | スタートライン/はじまりの鐘の音が鳴り響く空                               | AiRBLUE                                                                                            | 「はじまりの鐘の音が鳴り響く空」                                                                               | テレビアニメ『CUE!』エンディングテーマ                                |
| 1月26日  | スタートライン/はじまりの鐘の音が鳴り響く空                               | AiRBLUE                                                                                            | 「空合ぼくらは追った」                                                                                         | 『CUE!』関連曲                                                        |
| 1月26日  | スタートライン/はじまりの鐘の音が鳴り響く空                               | Flower                                                                                             | 「スタートライン」 「はじまりの鐘の音が鳴り響く空」                                                            | 『CUE!』関連曲                                                        |
| 3月16日  | CUE! BD第1巻特典CD                                                        | 六石陽菜（内山悠里菜）                                                                             | 「beautiful tomorrow」 「Colorful」 「最高の魔法」 「ミライキャンバス」                                        | 『CUE!』関連曲                                                        |
| 3月16日  | CUE! BD第1巻 きゃにめ特典CD                                               | 六石陽菜（内山悠里菜）                                                                             | 「Forever Friends」                                                                                            | 『CUE!』関連曲                                                        |
| 4月20日  | CUE! BD第2巻 きゃにめ特典CD                                               | 六石陽菜（内山悠里菜）                                                                             | 「さよならレディーメイド」                                                                                     | 『CUE!』関連曲                                                        |
| 5月18日  | CUE! BD第3巻 きゃにめ特典CD                                               | 六石陽菜（内山悠里菜）                                                                             | 「スタートライン」 「はじまりの鐘の音が鳴り響く空」                                                            | 『CUE!』関連曲                                                        |
| 6月22日  | Route Mapping!                                                            | ROAD STAR'S                                                                                        | 「Route Mapping!」                                                                                             | 『コクドル！』テーマソング                                            |